# نجوم ألفا كلاب الصيد

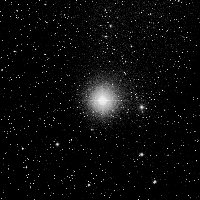

نجوم ألفا كلاب الصيد Alpha Canum venaticorum Stars هي نجوم متغيرة بتغيير لمعانها بدرجة بسيطة جداً (معظم تغييرها تحت 0.1 قدرا) ويرجع السبب في تغيير إلى تغير شدة بعض مجموعات الخطوط الطيفية, ودورة المتغير تتراوح من يوم واحد إلى 160 يوم وتحتوي هذة النجوم على وفرة غير عادية من المعادن ، على الأقل في طبقات سطحها., وتنتمي هذه النجوم إلى النوع الطيفي AP أي أن طيفها يتميز عن النجوم الأخرى بخصائص معينة, ونجوم كلاب الصيد من النجوم المتغيرة طيفياً التي يصحبها كذلك تغير في المجال المغناطيسي (المتغيرات المغناطيسية) ومن المحتمل أن يكون السبب في هذا التغير عدم استقرار في الطبقات الخارجية من النجم.